# The Games Factory
The Games Factory (spesso abbreviato in TGF) è un software sviluppato nel 1996 da Clickteam allo scopo di programmare semplici videogiochi o applicazioni attraverso un sistema a interfacce anziché un linguaggio di programmazione.
Ne sono state realizzate una versione a 16 ed una a 32 bit.
TGF in realtà non è altro che il successore di un precedente software del Clickteam molto simile, Klik & Play, che era tuttavia meno evoluto e soggetto a più limitazioni (ad esempio non poteva eseguire uno scrolling dell'area di gioco).
Successivamente a TGF è stato invece realizzato Multimedia Fusion (MMF), che seppur con un'interfaccia meno user-friendly si presenta più potente del precedente.
Recentemente il Clickteam ha sviluppato un ulteriore miglioramento di MMF, chiamato Multimedia Fusion 2, di cui esiste una versione ridotta chiamata Games Factory 2.
TGF è arrivato in Italia con il nome de La Fabbrica dei Giochi ed è stato anche interamente tradotto, anche se in modo piuttosto maccheronico. È stato venduto successivamente in allegato alla rivista The Games Machine, che offriva il software ai lettori per poter partecipare ad una competizione a premi a colpi di programmazione.